# José Manuel Uría
José Manuel Uría González, también conocido como Coque Uría, es un ex ciclista profesional español. Nació en La Camocha (Gijón, Asturias) el 1 de diciembre de 1969. Fue profesional entre 1992 y 2000 ininterrumpidamente.
Su mayor éxito como profesional fue la victoria en la prestigiosa prueba desaparecida, la Vuelta a los Valles Mineros de 1997.

## Palmarés
1994
- Subida al Naranco

1997
- Vuelta a los Valles Mineros, más una etapa

## Equipos
- CLAS-Cajastur (1992-1993)
- Castellblanch (1994-1995)
- MX Onda (1996)
- Estepona en Marcha (1997)
- Ros Mary-Amica Chips (1998)
- Kelme-Costa Blanca (1999)
- Team Polti (2000)